# Catedral metropolitana de María Reina (Barranquilla)
La Catedral Metropolitana de Barranquilla, oficialmente Catedral Metropolitana María Reina y Auxiliadora de Barranquilla, es una iglesia catedralicia de culto católico dedicada a la Santísima Virgen María Reina. Es una edificación de estilo modernista cuya construcción tomó 27 años y fue diseñado por el arquitecto italiano Angiolo Mazzoni del Grande (más conocido como Ángelo Masón de Grande), rediseñado por la firma antioqueña «Vásquez y Cárdenas», la cual llevó a cabo la construcción. El edificio cuenta con 4274 m² de área construida, 92 m de largo, 38 m de altura en la parte más alta; 38 metros en la parte más ancha pues el templo presenta una planta en forma acampanada que se va estrechando en el ábside del presbiterio y tiene capacidad para 4000 personas sentadas.
El templo está situado en la zona céntrica de Barranquilla, Colombia, costado occidental de la plaza de la Paz, donde se ubica el punto cero de la ciudad. La Catedral es el principal templo de la arquidiócesis de Barranquilla, sede del arzobispo, así como de la parroquia de la Catedral.

## Historia
Es el 7 de julio de 1932, la Santa Sede crea la diócesis de Barranquilla y declara a la parroquia de San Nicolás de Tolentino iglesia pro-catedral. Al año siguiente, el papa Pío XI nombra como primer obispo de la naciente diócesis al sacerdote huilense Luis Calixto Leyva Charry.
En octubre de 1951, durante el gobierno del obispo Jesús Antonio Castro Becerra, se perfecciona el contrato de “Planos y Maquetas” de estilo renacentista con los arquitectos Agustín Bertalotto y Rafael Di Muzio. Pero en agosto de 1953, el obispo Francisco Gallego Pérez, nuevo prelado de Barranquilla, decide cambiar el estilo renacentista inicial por uno moderno. Así, el 27 de octubre del año siguiente, en reunión con la Junta Pro-Catedral, y previa consulta a la Nunciatura, el obispo Gallego Pérez decide abandonar los planos renacentistas.
Entre 1954 y 1955, el obispo Gallego hace contacto con el arquitecto Angelo Mazzoni de Grande para los nuevos planos de la catedral. El presupuesto inicial era de ocho millones de pesos. Se inicia formalmente la construcción de la catedral el 5 de diciembre de 1955. El 1.º de abril de 1957, por diversas dificultades, se suspenden los trabajos y el contrato con el arquitecto Mazzoni.
Al año siguiente (1958), el obispo Gallego Pérez hace contacto con la firma Vásquez y Cárdenas de Medellín y después de algunas modificaciones en los planos de Mazzoni, como la altura, la compañía se compromete a entregar los nuevos en el menor tiempo posible.
En 1959, el obispo Gallego Pérez pide orientación a Federico Lux, ingeniero interventor de la obra, José Alejandro García, Adolfo Falquez, Mario Lignarolo, arquitectos, quienes resuelven aceptar la propuesta de la firma “Vásquez y Cárdenas” con el diseño estructuctural del ingeniero bogotano Guillermo González Zuleta. Gallego es trasladado a Cali y asume la sede del obispado Germán Villa Gaviria, quien con el grupo de arquitectos y contratistas deciden aprobar en su totalidad la propuesta de dicha firma y esperar los planos con las debidas correcciones para reiniciar la construcción. Con las nuevas propuestas, el costo de la obra baja a cinco millones de pesos. En octubre del mismo año, se realiza la primera semana Pro-Catedral.
El 10 de mayo de 1960, el interventor, los arquitectos y contratistas opinan que llegados los planos y las especificaciones de las correcciones, se puede dar comienzo a la nueva etapa de construcción del templo y, el 24 de mayo del mismo año, se reinician los trabajos. En 1962, se contrata el andamiaje para la construcción del techo y desde ese momento prosiguen, lenta pero seguramente, los trabajos de construcción de la catedral.
El 9 de diciembre de 1968, aún en construcción el edificio, es creada la parroquia de la catedral con el título de María Reina. Su primer párroco fue el padre Jorge Becerra Jiménez.
El 25 de abril de 1969, el papa Pablo VI promueve la sede episcopal de Barranquilla a la categoría de arquidiócesis y designa como su primer arzobispo a Germán Villa Gaviria.
El 7 de julio de 1982, el templo de San Nicolás, patrono de la ciudad, cumple su quincuagésimo aniversario como iglesia pro-catedral de Barranquilla; y el 20 de julio del mismo año, la Santa Sede decreta el cambio de título catedralicio al templo de “María Reina”, consagrándolo el nuncio apostólico Angelo Acervi como nueva catedral de Barranquilla el 21 de agosto de 1982. La Catedral María Reina recibió la visita pontificia de S.S. Juan Pablo II en julio de 1986.

## Características
La Catedral María Reina se localiza en un lote de 12 261 m². Cuenta con 4274 m² de área de construida, de los cuales 3.302 m² corresponden solo al templo; la placa paraboloide (techo) es de 3094 m². La Catedral tiene 92 metros de largo, 38 metros en la parte más ancha, dado que su planta es en forma acampanada, la cual se va estrechando a medida que se acerca al ábside del presbiterio. Tiene 38 metros de altura en la parte más alta y caben 4000 personas cómodamente sentadas.

## Áreas del templo

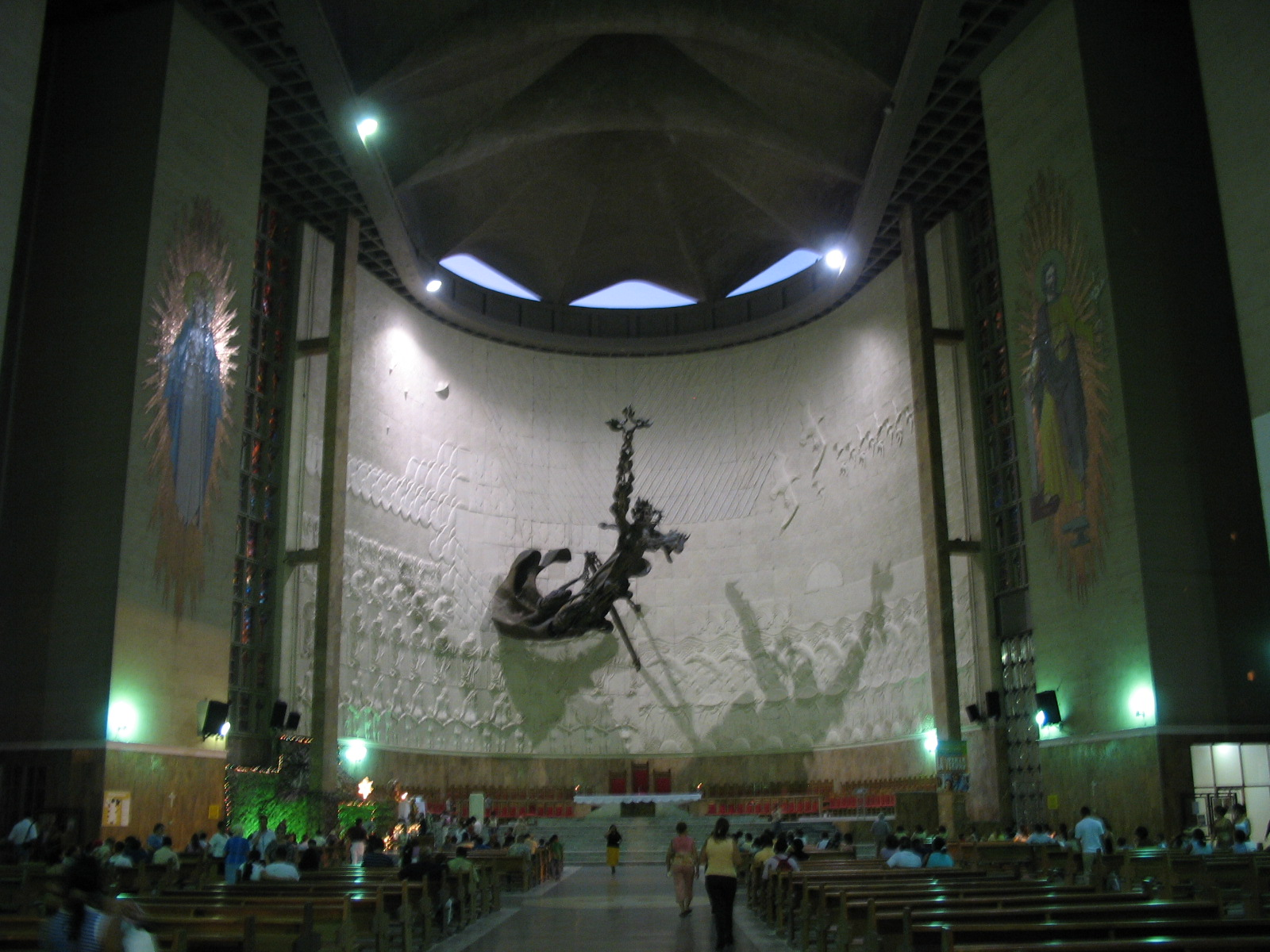
Interior de la Catedral.

### Presbiterio
El altar de la catedral es una pieza de mármol en forma de yunque y tiene en el frente una placa de bronce que representa el día de Pentecostés. Tiene capacidad para 80 sillas permanentes y 70 más cuando se reúne el presbiterio en pleno.
Como fondo del mismo, el ábside está recubierto con 600 láminas de poliuretano que representan el universo liberado por Cristo. Los elementos presentes son el hombre, la naturaleza, los astros, la Palabra de Dios.

### Capilla del Sagrario
Es una construcción anexa con un altar en hierro y un sagrario en mármol. El área es de 495 m². En esta capilla se celebran las eucaristías de cada día, excepto las dominicales que tienen lugar en la nave central.

## Obras artísticas
La catedral cuenta con varias obras de arte de reconocidos artistas que se localizan en diversos sitios del templo, la mayoría son de grande dimensiones y de diversos materiales.

### Cristo Liberador Latinoamericano

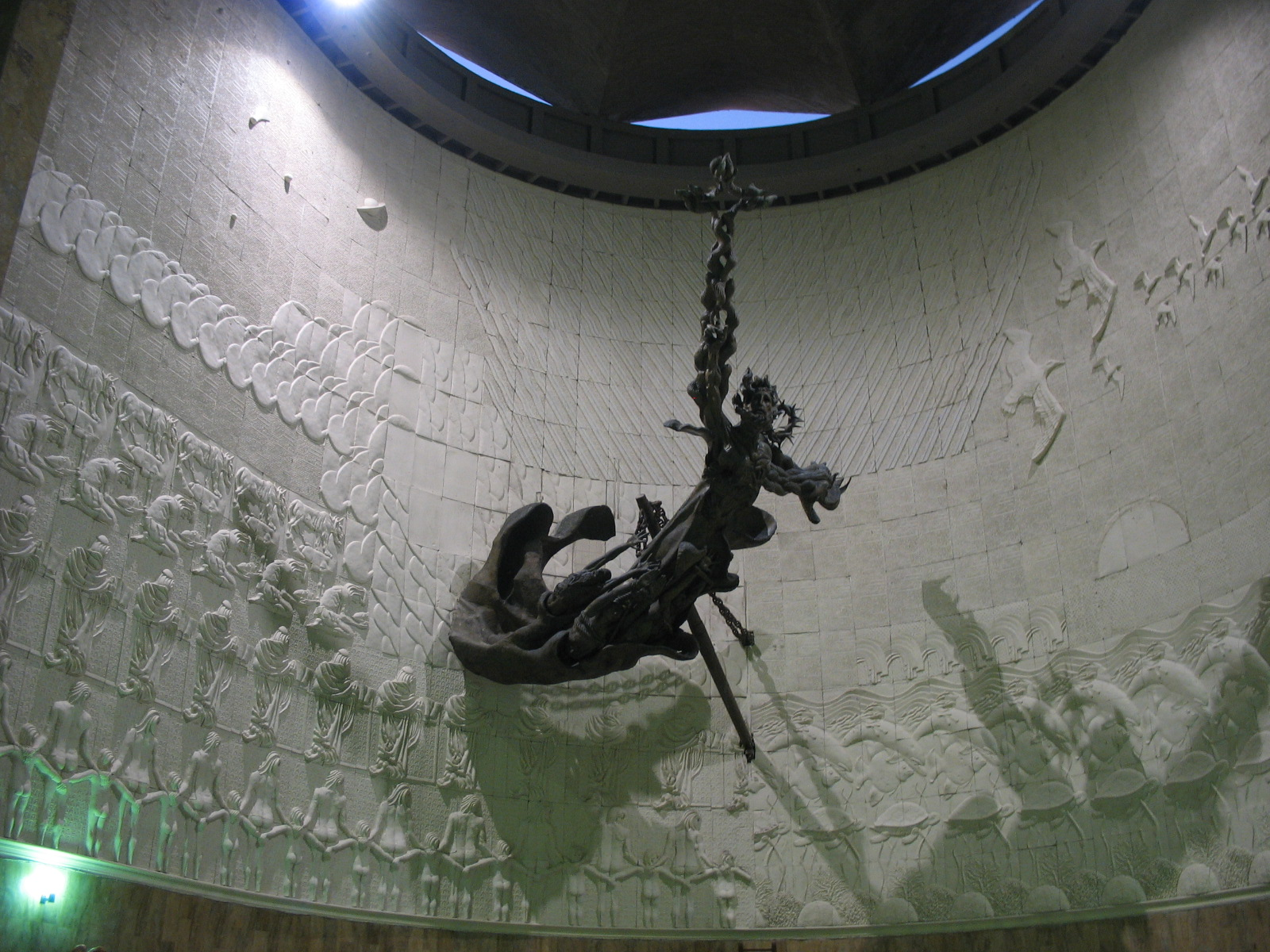
Cristo Liberador Latinoamericano, obra de Rodrigo Arenas Betancourt (1986). En el ábside, el altorrelieve Los cuatro elementos, obra de Roy Pérez (1996).

Esta obra escultórica del maestro Rodrigo Arenas Betancourt y fundida por el maestro Darío Montoya, tiene 16 metros de alto y 7 de ancho, pesa 16 toneladas y fue elaborada en bronce, bajo el patrocinio de la Presidencia de la República, entre 1978 y 1985.
Fue concebida como un homenaje a Cristo que reconcilia al hombre con Dios. El hombre surge de una gran ola recordando el mar por el cual llegó a América la civilización y la fe cristiana de España. Este hombre está representado en las tres figuras humanas: un blanco (el europeo), un indio (el aborigen) y un negro (el africano). Al fundirse estas tres razas, surge el hombre latinoamericano, un hombre esclavizado por el pecado, y sus consecuencias: la ignorancia, la injusticia, la violencia, la corrupción, el abuso de poder. Asimismo, un hombre en permanente proceso de liberación que busca su salvación en Cristo. El cuerpo de Cristo se llena de manos, huellas impresas en el pecho de su imagen, de ese pueblo que desea ser reconciliado consigo mismo, con la historia y con Dios al contacto con el cuerpo de Cristo. Cristo libera al pueblo por medio del fuego que surge del volcán de amor de su costado, que convertido en llamas forma la cruz, ya glorificada (en la mano derecha), y la ley (en el brazo izquierdo), por medio de las cuales libera al hombre, pero esta cruz y esa ley son de amor, pues la ley sin amor no libera y la cruz sin amor no santifica. La corona de espinas, después de la resurrección, no está sobre la cabeza como un signo de martirio, sino que se levanta de la espalda como un sol que ilumina la libertad del pueblo latinoamericano. Agua, fuego, razas (blanca, negra e india), con la fuerza amorosa de la cruz de Cristo, se orientan en una gran ascensión hacia el Padre Salvador.

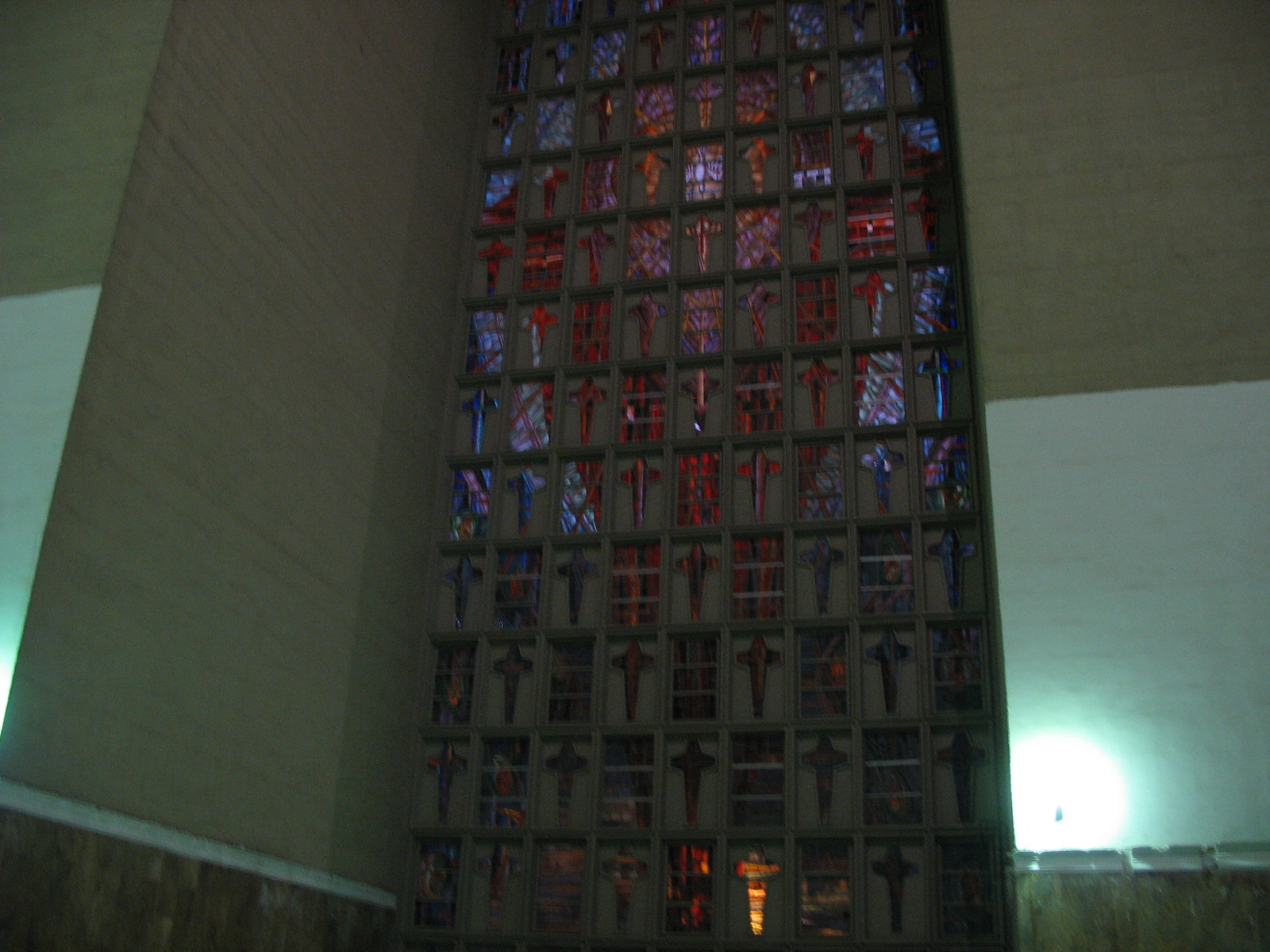
Vitral lateral derecho, Eucaristía.

### Vitrales
El diseño y la elaboración de los vitrales estuvo a cargo de Mario de Ayala.
Cada uno de los vitrales tiene 25 m de alto por 6 m de ancho, para una superficie de 150 m.
Los 7 vitrales frontales tienen un total de 270,9 m². El área total de vitrales es de 1444,02 m².
Hay 8 vitrales laterales y cada sección tiene 2 vitrales con 117 paneles cada uno, 2 vitrales con 120 paneles cada uno, 4 vitrales con 136 paneles cada uno y 2 vitrales con 90 paneles cada uno, para un total de 1198 paneles de vitrales. El área total de los vitrales laterales es de 1173,12 m².
Los vitrales derechos representan la confirmación, el bautismo, la eucaristía y la penitencia. Los vitrales izquierdos, la eucaristía, el matrimonio, el orden sacerdotal y la unción de los enfermos.

### Mosaicos

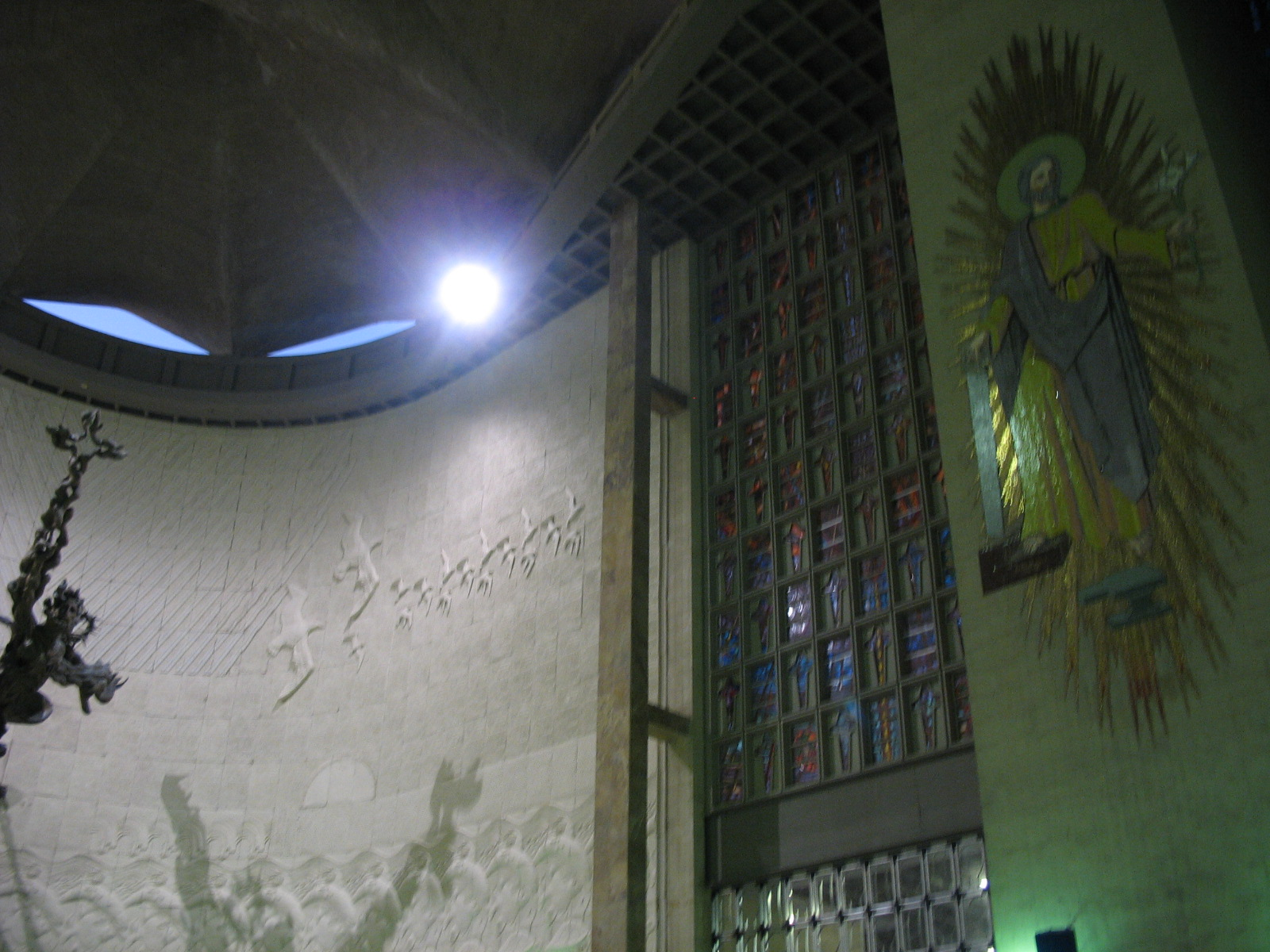
Mosaico de San José.

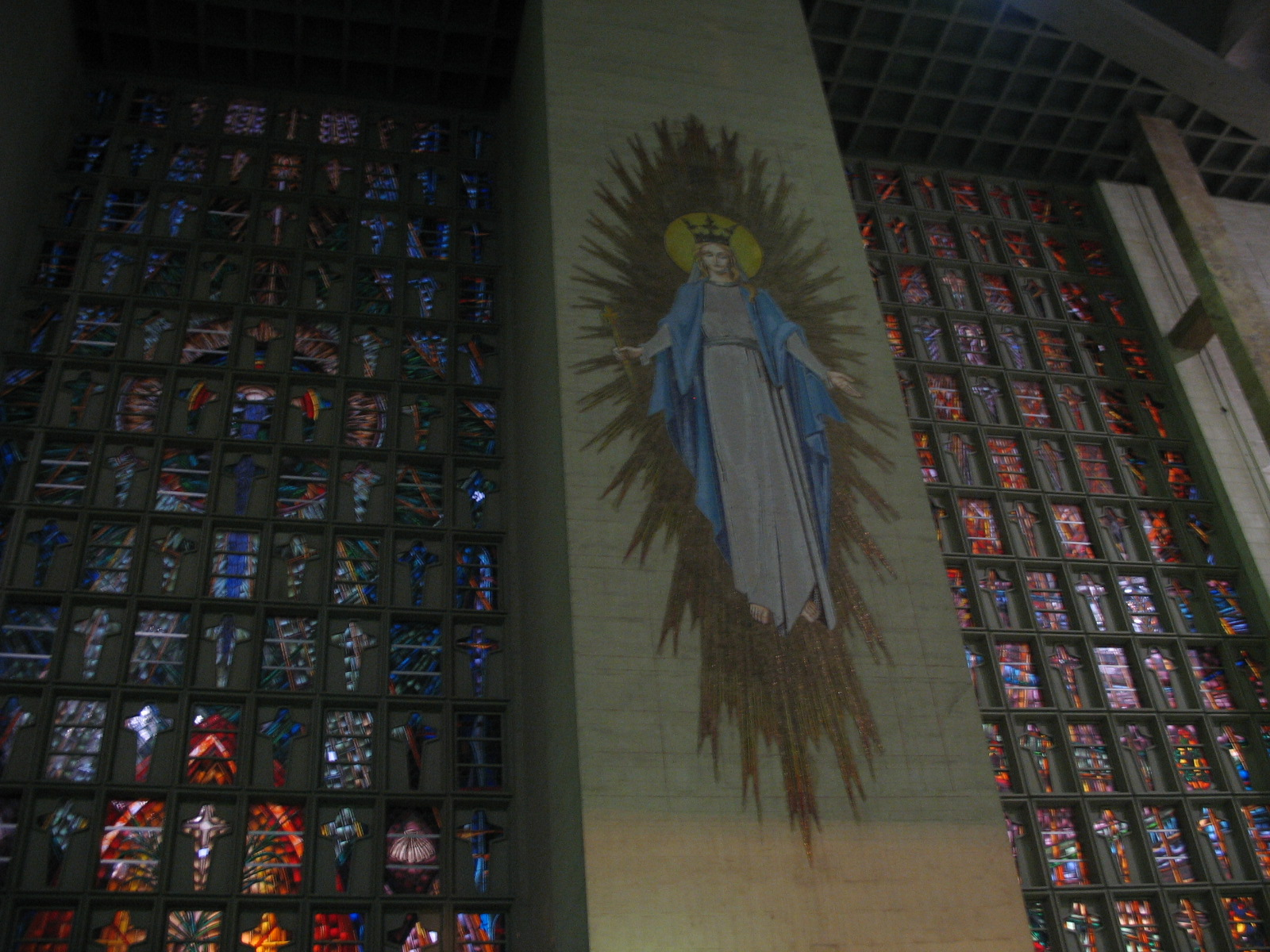
Vitrales laterales y mosaico de María Reina.

Se destacan dos grandes mosaicos: Al lado derecho de la entrada, San José, Patrono de la Arquidiócesis de Barranquilla. Al lado izquierdo, María Reina, titular de la Catedral Metropolitana. Estos mosaicos tienen 16 metros de alto por cinco de metros de ancho en su medida total y cada una de las figuras mide nueve metros de alto. El diseño y la elaboración se deben a Mario de Ayala, quien ejecutó estas obras en Cali. El material empleado –importado de Italia- es mosaico de vidrio en color y en los rayos que emergen de la figura, mosaico de oro. Para la ejecución del rostro de San José hubo que cortar y ajustar 5000 pequeñas piezas; si se tiene en cuenta que dicha cabeza tiene tres cuartas partes de un metro cuadrado, se estima que cada uno de los mosaicos elaborados estaría compuesto aproximadamente por unas 400 000 piezas de mosaicos.

## Estado de conservación
En 2000, el párroco Claudio Martín Blanco Malabet, ante el deterioro de la estructura física del templo, inicia la Catedratón, una campaña masiva de recaudación de fondos para la recuperación y mantenimiento permanente de la estructura catedralicia. En 2003, el nuevo párroco Víctor Tamayo Betancourt continúa la campaña iniciada por su antecesor consolidando la Catedratón.

## Galería

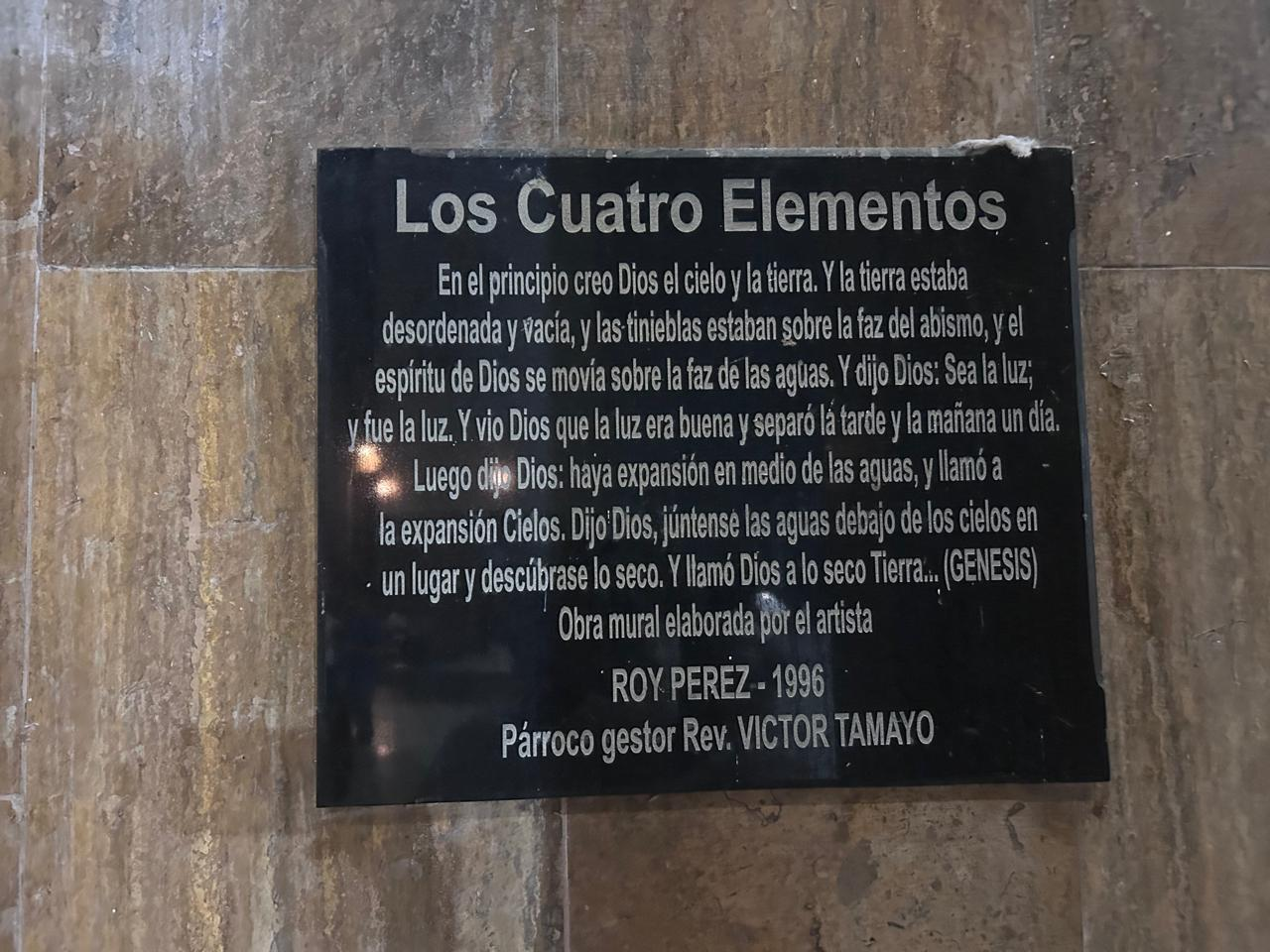
Placa altorrelieve Los cuatro elementos (1996)
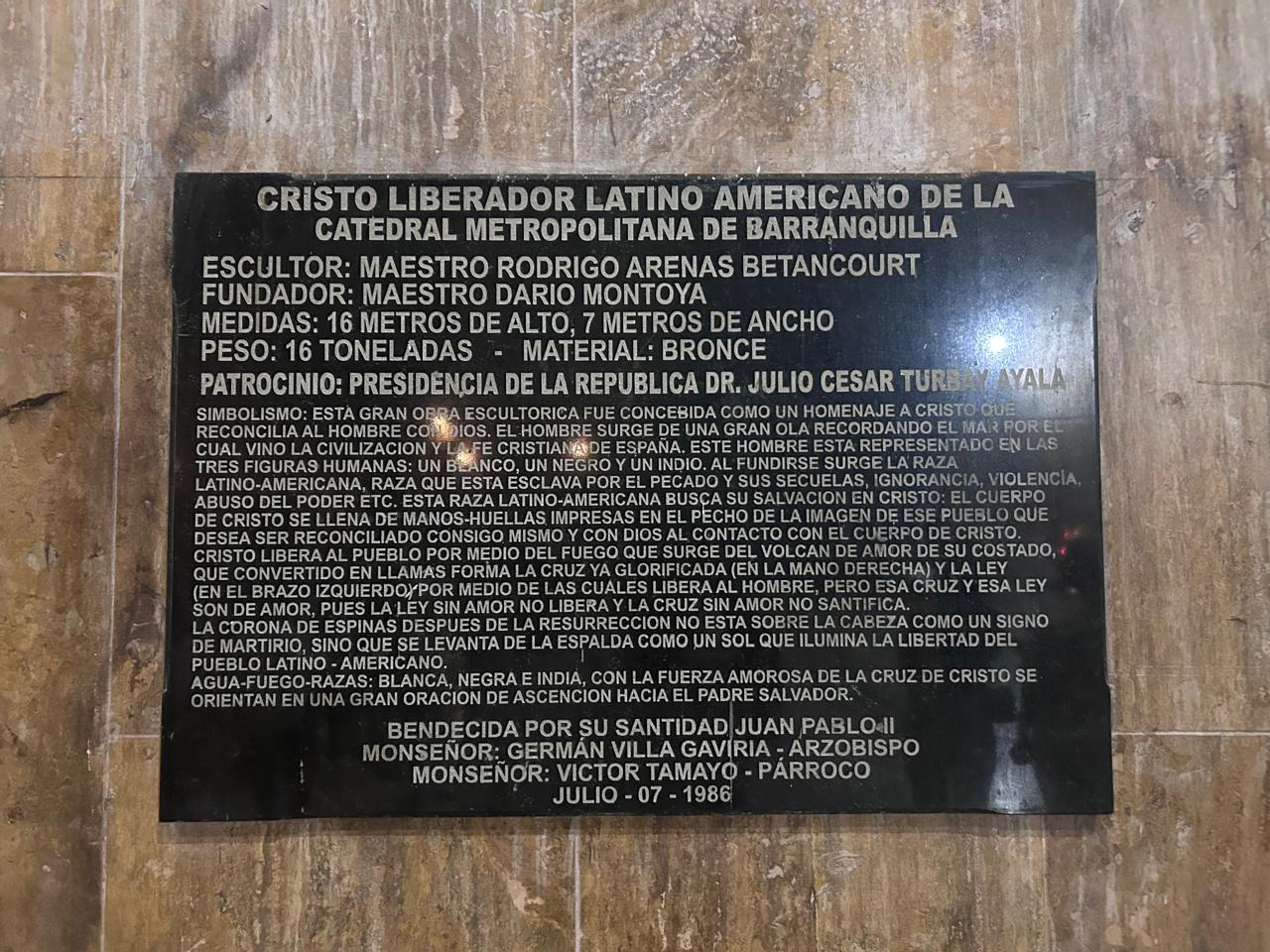
Placa Cristo Liberador Latinoamericano (1986)
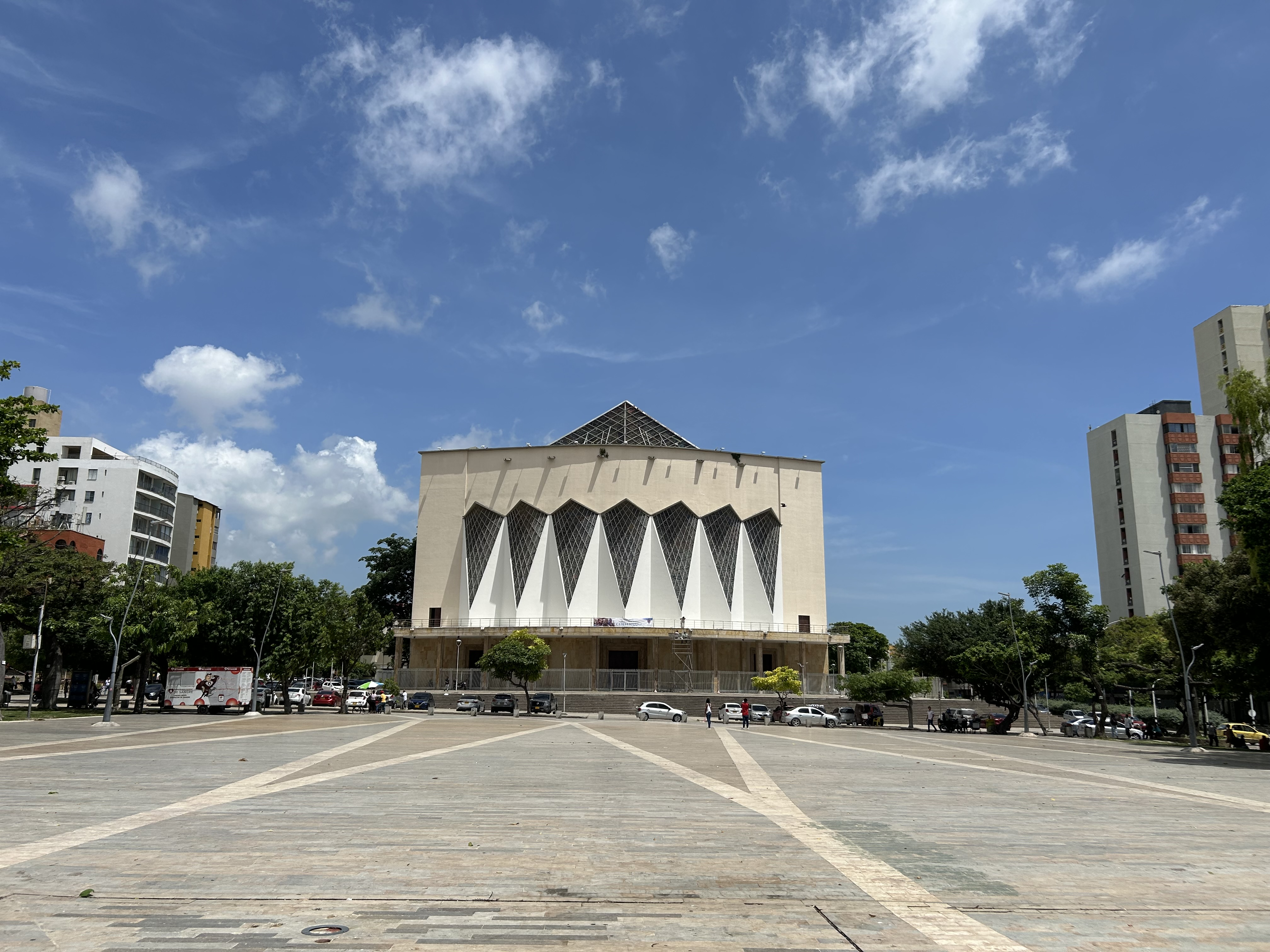
Plaza de la Paz y catedral